# Orquesta Filarmónica de Medellín
Das Orquesta Filarmónica de Medellín ist ein professionelles Sinfonieorchester in Medellín und eines von vier professionellen Orchestern in Kolumbien. Es wurde 1983 von Alberto Correa Cadavid gegründet. Die erste Probe des Orchesters fand am 16. April 1983 in seiner Garage statt und das erste Konzert am 20. September 1983 im Theater Pablo Tobón Uribe. Unter anderem spielten sie die Ouvertüre Le nozze di Figaro von Wolfgang Amadeus Mozart.
Das Orchester wurde mit dem Hauptziel gegründet, den Chor des ebenfalls von Correa gegründete Estudio Polifónico de Medellín zu begleiten und jungen Musikern aus der Stadt die Möglichkeit zu geben, Orchesterpraxis zu sammeln.
Das Orchester gibt mehr als 120 Konzerte pro Jahr, davon 20 populäre und didaktische Schulkonzerte für Bildungseinrichtungen in der Stadt und im Departamento de Antioquia, und trägt so dazu bei, eine künstlerische Kultur unter jungen Menschen zu schaffen. Diese Konzerte finden sowohl am Hauptsitz als auch in den Stadtvierteln, Universitäten, Hochschulen und Schulen statt.
Gemeinsam mit dem Estudio Polifónico de Medellín hat das Orchester mehr als 35 symphonisch-chorale Werke produziert, darunter Orarorium, Messen, weltliche Kantaten und Opern. Sein Repertoire umfasst mehr als 900 Werke aller Stilrichtungen und Musikepochen. Es führt symphonische Musik von nationalen und antioquianischen Komponisten auf, hat eigene Orchesterversionen von kolumbianischer Musik, Tango, Bolero sowie symphonische Versionen von Queen oder den Beatles geschaffen.
Das Orchester wurde vom Stadtrat von Medellin und von der Stadtverwaltung zum Kulturerbe der Stadt Medellin erklärt und hat zahlreiche Preise und Anerkennungen vom Kulturministerium, der Regierung und der Stadt erhalten.
Das Orchester wird seit Januar 2025 von Tami Daniel Rueda-Blanco geleitet.

## Auszeichnungen
Das Philharmonische Orchester hat zahlreiche Anerkennungen und Auszeichnungen erhalten, darunter 2002 die Ernennung zum Kulturerbe der Stadt durch den Stadtrat von Medellín. Für seinen Beitrag zur Verbreitung der Kultur in Antioquia zeichnete die Departementsversammlung die Einrichtung mit dem ''Orden al Mérito Cívico y Empresarial''. Der Kongress der Republik Kolumbien verlieh ihr seinerseits den ''Orden del Congreso en grado Cruz de Comendador''. Das Ministerium für Kultur verlieh ihr außerdem den ''Orden al Mérito Cultural''.
Im Jahr 2016 wurde das Orchester mit dem Album Gardel Sinfónico für einen Latin Grammy in der Kategorie "bestes Tangoalbum" nominiert.
Im Jahr 2021 gewann das Orchester mit Tú Rockcito Filarmónico den Latin Grammy für das beste lateinamerikanische Musikalbum für Kinder und war 2022 eine der drei Gruppen, die mit dem Classical:NEXT Innovationspreis ausgezeichnet wurden.